# جاوید کریم
جاوید کریم (متولد ۲۸ اکتبر ۱۹۷۹، آلمان شرقی) یک تکنولوژیست (فن آور) آلمانی‌ـآمریکایی و یکی از بنیانگذاران وب سایت معروف اشتراک‌گذاری ویدیو آمریکایی، «یوتیوب» است. او همچنین نخستین شخصی بود که ویدیویی را در یوتیوب بارگذاری کرد و اولین یوتیوبر جهان است. این ویدیو، با عنوان من در باغ وحش در ۲۳ آوریل ۲۰۰۵ بارگذاری شد و تا ۹ اوت ۲۰۲۲ بیش از ۲۴۰ میلیون بار مشاهده شده است.

## زندگی شخصی

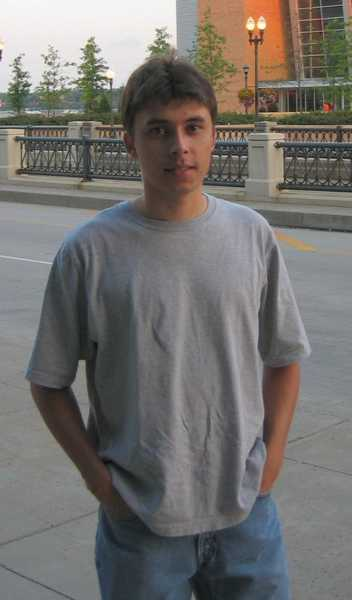
جاوید کریم در سال ۲۰۰۴.

### پدر و مادر
کریم در ۲۸ اکتبر ۱۹۷۹میلادی در مرسبورگ آلمان شرقی از یک پدر بنگلادشی و مادر آلمانی متولد شد. پدرش، نیمال کریم، پژوهشگر است و در کمپانی M3 آمریکایی کار می‌کند. مادرش، کریستین، دانشمند بیوشیمی است و در دانشگاه مینه سوتا تدریس می‌کند.

### مهاجرت‌ها
خانواده کریم در اوایل دهه هشتاد به علت بیگانه هراسی که در آلمان شرقی وجود داشت، طور مخفیانه از مرز داخلی آلمان عبور کرده و به آلمان غربی رفتند. کریم در شهر نئوس در آلمان غربی بزرگ شد. کریم و خانواده اش در سال ۱۹۹۲ به شهر سنت پل در ایالت مینه سوتا در ایالات متحده مهاجرت کردند.

### تحصیلات
کریم مقطع دبیرستان را در دبیرستان مرکزی سنت پل گذراند و در سال ۱۹۹۷ فارغ‌التحصیل شد. سپس برای ادامه تحصیل در رشته علوم کامپیوتر دانشگاه ایلینوی ثبت نام کرد. او قبل از فارغ‌التحصیلی، دانشگاه را ترک کرد تا در شرکت پی پال(PayPal) استخدام شود البته پس از چندی تحصیلات خود را ادامه داد و در سال ۲۰۰۴ لیسانس خود را در رشته کامپیوتر کسب کرد. وی پس از آن مدرک فوق لیسانس علوم کامپیوتر را از دانشگاه استنفورد کسب کرد.
کریم علاوه بر انگلیسی، به زبان آلمانی و بنگالی نیز مسلط است.
جاوید کریم زندگی خصوصی خود را از رسانه‌ها دور نگه می‌دارد. او حتی هیچ حساب کاربری در شبکه‌های اجتماعی ندارد، بنابراین هیچ اطلاعاتی در مورد دوست دختر یا همسرش در دسترس نیست.

## حرفه و راه اندازی یوتیوب
کریم در دوران دانشگاه، به عنوان کارآموز در سیلیکون گرافیک مشغول به کار شد. هنگام کار در شرکت پی پال در سال ۲۰۰۲، او با چاد هرلی و استیو چن که تقریباً همزمان با او به استخدام شرکت درآمده بودند، آشنا شد. در اوایل سال ۲۰۰۵، هر سه آن‌ها ازپی پال خارج شدند. کریم در این باره گفت که آنها غالباً شب‌ها برای جلسات طوفان فکری در کافه اپرا مکس، نزدیک استنفورد ملاقات می‌کردند. گاهی اوقات هم ملاقات آنها در محل زندگی هرلی در منلو پارک یا آپارتمان خودش در جاده سند هیل، پایین خیابان Sequoia Capital بوده است. آنها در سال ۲۰۰۵ یوتیوب را تأسیس کردند.کریم اولین کانال در یوتیوب را با نام "jawed" در ۲۳ آوریل ۲۰۰۵ ساخت و در همان روز اولین ویدیوی وب سایت را با نام "من در باغ وحش" بارگذاری کرد.

### انگیزه راه اندازی یوتیوب
به گفته کریم، آنچه الهام بخش او برای راه اندازی یوتیوب شده بود این بود که نتوانسته بود به راحتی کلیپ‌های ویدئویی مربوط به نمایش نیمه نهایی Super Bowl XXXVIII و سونامی اقیانوس هند را پیدا کند. هارلی و چن نیز اظهار کردند که ایده ایجاد یوتیوب برای آن‌ها از سایت دوستیابی Hot or Not به دست آمده بود.

### سمت در یوتیوب
کریم پس از تأسیس شرکت و توسعه وب سایت یوتیوب با چاد هرلی و استیو چن، در حالی که به عنوان مشاور یوتیوب فعالیت می‌کرد، به عنوان دانشجوی تحصیلات تکمیلی علوم کامپیوتر در دانشگاه استنفورد ثبت نام کرد. هنگامیکه این سایت در فوریه ۲۰۰۵ معرفی شد، کریم توافق کرد که کارمند نبوده و فقط یک مشاور غیررسمی باشد تا تمرکزش را روی تحصیلاتش قرار دهد. در نتیجه، او در مقایسه با هرلی و چن سهم بسیار کمتری در شرکت به دست آورد. کریم به دلیل نقش کمتری که در این شرکت داشت، تا قبل از سال ۲۰۰۶ که یوتیوب توسط شرکت گوگل خریداری شد، بعنوان سومین بنیانگذار یوتیوب تقریباً برای مردم ناشناخته بود. علیرغم فعالیت کم‌تر کریم نسبت به شرکایش در شرکت یوتیوب، سرمایه او هنوز به اندازه کافی بزرگ بود بطوریکه او بابت ۱۳۷٬۴۴۳ سهمش از کل سهام شرکت مبلغی به ارزش حدود ۶۴ میلیون دلار بر اساس قیمت سهام گوگل در آن زمان دریافت کرد. کریم دربارهٔ یوتیوب گفته بود: «کاربران ما یک قدم از ما جلوتر بودند. آن‌ها شروع به استفاده از یوتیوب برای به اشتراک گذاشتن انواع فیلم‌ها کردند: سگ‌هایشان، تعطیلات و هر چیز دیگری. این برای ما بسیار جالب بود و با خود گفتیم، چرا اجازه ندهیم کاربران تعریف کنند یوتیوب چیست؟»

### سخنرانی در دانشگاه ایلینوی
در اکتبر ۲۰۰۶ کریم در کنفرانس سالانه ACM در دانشگاه ایلینوی با عنوان «یوتیوب از مفهوم تا رشد فوق‌العاده»، در مورد تاریخچه یوتیوب سخنرانی کرد. کریم در می سال ۲۰۰۷ سخنرانی دیگری در دانشگاه ایلینوی داشت که در آن، عنوان سیصد و سی و ششمین، همچنین جوان‌ترین سخنران این دانشگاه را گرفت.

### واکنش‌ها به ادغام گوگل و یوتیوب
در ۶ نوامبر ۲۰۱۳، یوتیوب اعلام کرد که برای نظر گذاشتن دربارهٔ هر ویدیو، لازم است که کاربران یک حساب گوگل پلاس (+Google) داشته باشند. این اقدام با مخالفت گسترده کاربران یوتیوب مواجه شد و دادخواست آنلاینی برای برگرداندن این تغییر به وجود آمد که بیش از ۲۴۰٬۰۰۰ امضا به دست آورد.
کریم در واکنش به اینکه گوگل، اعضای یوتیوب را ملزم به استفاده از گوگل پلاس برای سیستم نظرات خود می‌کند، در حساب یوتیوب خود نوشت، "چرا من برای نظر دادن در مورد یک ویدیو به یک حساب گوگل پلاس احتیاج دارم؟ " و پی‌نوشت اولین ویدئوی خود را از «من در باغ وحش» به «دیگر نمی‌توانم اینجا نظر بدهم چون حساب گوگل پلاس نمی‌خواهم» تغییر داد.
یکی از دلایل محبوب نبودن ادغام گوگل پلاس در بین کاربران یوتیوب، این بود که گوگل پلاس، کاربران خود را مجبور به استفاده از نام واقعی خود کرده بود. گوگل در پاسخ به اعتراض کاربران یوتیوب، دربارهٔ اجبار به استفاده از نام واقعیشان در یوتیوب، عذر خواهی کرده و متعاقباً نیاز به گوگل پلاس را از همه محصولاتش حذف نمود و این کار را از یوتیوب آغاز کرد. گوگل در اکتبر ۲۰۱۸ تصمیم خود را برای حذف کردن دائمی گوگل پلاس اعلام کرد و سرانجام گوگل پلاس در تاریخ ۲ آوریل ۲۰۱۹ برای حساب‌های شخصی بسته شد.

## سرمایه‌گذاری‌ها
جاوید کریم در مارس ۲۰۰۸ صندوق سرمایه‌گذاری خود را به نام Youniversity Ventures (که اکنون با نام YVentures شناخته می‌شود) با شرکای خود، کیت رابوئیس و کوین هارتز راه اندازی کرد. کریم یکی از اولین سرمایه گذاران Airbnb است که در مرحله تولید اولیه شرکت، سرمایه‌گذاری کرد. Y Ventures همچنین در Palantir , Reddit و Eventbrite نیز سرمایه‌گذاری کرده است.